# Pieramoha (obwód mohylewski)
Pieramoha (biał. Перамога; ros. Перемога) – wieś na Białorusi, w obwodzie mohylewskim, w rejonie mohylewskim, w sielsowiecie Siemukaczy.